# ملفات لوتس نوتس
ملفات لوتس نوتس box. هو إمتداد ملف تستخدمهُ برامج البريد الإلكتروني المختلفة؛ حيث يخزن مجموعات من رسائل البريد الإلكتروني التي يمكن فتحها بشكل فردي. 
وهو نوع من قاعدة البيانات خاصة رسميًا ببرمجيات لوتس نوتس يتم إنشاؤه تلقائيًّا أثناء تنشيط برمجيات لوتس نوتس لأول مرة. يتصرف كمستودع مؤقت فيه رسائل البريد الواردة أو الصادرة؛ يتم الاحتفاظ بالملف لفترة من الوقت. فهو تابعٌ كُليًا لشركة لوتس سوفتوير ‏ (تابع لـ آي بي إم) ولهُ أهمية في برمجياتها الخاصى المُسماة بـ برمجيات لوتس نوتس.

## فتح الإمتداد
يمكن فَتح هذا الإمتداد خلال مايكروسوفت أوتلوك إكسبريس وموزيلا ثندربرد وغيرها من البرامج.
كعادة امتدادات الملفات، يجب عدم إعادة تسمية الامتداد على ملفات .box أو أي ملفات أخرى. هذا لن يغير نوع الملف. يمكن لبرنامج التحويل الخاص فقط تغيير ملف من نوع ملف إلى آخر.

## دَعم
امتداد الملف مدعوم من أنظمة التشغيل ويندوز، و ماك، و لينكس. يمكن العثور على هذه الأنواع من الملفات على أجهزة الكمبيوتر المكتبي الرئيسية وأجهزة الجوالات الذكية. هذه الملفات لها تصنيف شائع هو منخفض، ما يعني أنها ليست شائعة جداً كبقية الإمتدادات.